# Orthotylus languidus
Orthotylus languidus är en insektsart som beskrevs av Van Duzee 1916. Orthotylus languidus ingår i släktet Orthotylus och familjen ängsskinnbaggar. Inga underarter finns listade i Catalogue of Life.